# Bob Kap
Božidar Kapušto, meglio conosciuto come Bob Kap (Skopje, 10 giugno 1923 – Ottawa, 14 marzo 2010), è stato un allenatore di calcio, allenatore di football americano e dirigente sportivo jugoslavo naturalizzato canadese.

## Carriera

### Calcio
Le informazioni che si hanno sulla carriera da calciatore ed allenatore prima dell'esperienza ai Dallas Tornado hanno come unica fonte la parola dello stesso Bob Kap ma non hanno trovato alcun riscontro ad esclusione del suo diploma di allenatore ottenuto in Ungheria nel 1956. Secondo quanto affermato da Kap, egli avrebbe giocato in patria per dieci anni nel Gradgauski (forse il Građanski Zagabria) ed il Vardar come ala. Inoltre affermò di aver giocato con gli inglesi del Manchester Utd.
Anche la carriera da allenatore è piuttosto fumosa: Kap affermò di aver studiato presso l'accademia della nazionale di calcio dell'Ungheria, osservando Ferenc Puskás, di cui disse di essere intimo amico. Secondo quanto affermato da Kap egli avrebbe allenato un club di nome Botev, che è un prefisso diffuso presso le società sportive bulgare, ma l'allenatore non fece mai riferimento al paese balcanico parlando delle sue esperienze europee. Affermò anche di aver avuto esperienze lavorative in Inghilterra.
Lasciò l'Ungheria a seguito della rivoluzione del 1956 per riparare a Toronto, in Canada, dove divenne giornalista per una rivista sportiva locale. Kap affermò anche di aver allenato nel paese nordamericano ma non sono state trovate tracce di questa esperienza; è possibile che potesse aver allenato a livello amatoriale ma sicuramente non nella semi-professionista Eastern Canada Professional Soccer League.
Nel 1967 riesce ad ottenere l'incarico di all'allenatore del Dallas Tornado millantando con il proprietario del club, Lamar Hunt, le precedenti non confermate esperienze lavorative europee e canadesi. Kap guidò il club texano nel tour mondiale organizzato da egli stesso tra la fine del 1967 e l'inizio del 1968: Mike Renshaw, che fu giocatore ed allenatore dei Tornado, scoprì qualche anno dopo che Kap aveva inviato alla dirigenza texana falsi resoconti delle partite, nascondendone le sconfitte. Selezionò per i Tornado praticamente solo giocatori dilettanti e molto giovani, pensando di poterli plasmare secondo il suo stile di gioco, ovvero impostato al gioco a palla a terra, che non cambiò neanche quando fu palese che non ne aveva gli interpreti adatti, mentre il modulo preferito era il 4-3-3.
Venne sollevato dall'incarico nel corso della stagione a causa dei pessimi risultati ottenuti e venne sostituito da Keith Spurgeon a partire da inizio giugno, anche perché la squadra era giunta all'inizio del campionato stremata sia fisicamente che mentalmente a causa del lungo ed impegnativo tour.

### Football americano
Kap introdusse nella National Football League il "soccer-style" nel tiro del pallone, portando a giocare nel football americano dei calciatori.
Convinse alcuni calciatori europei, il primo fu l'austriaco Toni Fritsch, a giocare come kicker nel football. Nel 1973 fu allenatore dei kickers con gli Houston Oilers.
Si fece promotore della Intercontinental Football League, che avrebbe dovuto promuovere il football americano in Europa, ma questa rimase solo un progetto sulla carta.